# عملاق الطوابق العليا
عملاق الطوابق العليا مجموعة قصص قصيرة للأديبة هيمى المفتي عن دار الحصاد السورية صدرت في دمشق عام 2008. ومن بين القصص التي تضمها المجموعة «صرخة فرح»، «نهاية قصة حب»، «تزوير سنوي»،«هواجس حرية»، وفي قصة «اختناق» نجد فكرة الحب المعزول عن الواقع والمجتمع وحتمية موته. وتتسم المجموعة بالنقد الاجتماعي، والحساسية العالية إزاء المشاعر الإنسانية والمقدرة على مباغتة الشخصية في اللحظات النفسية التي لا تتوقع أن يباغتها أحد فيها، إلى جانب التأمل العميق والمكثف.